# Carl Friedrich von Rumohr

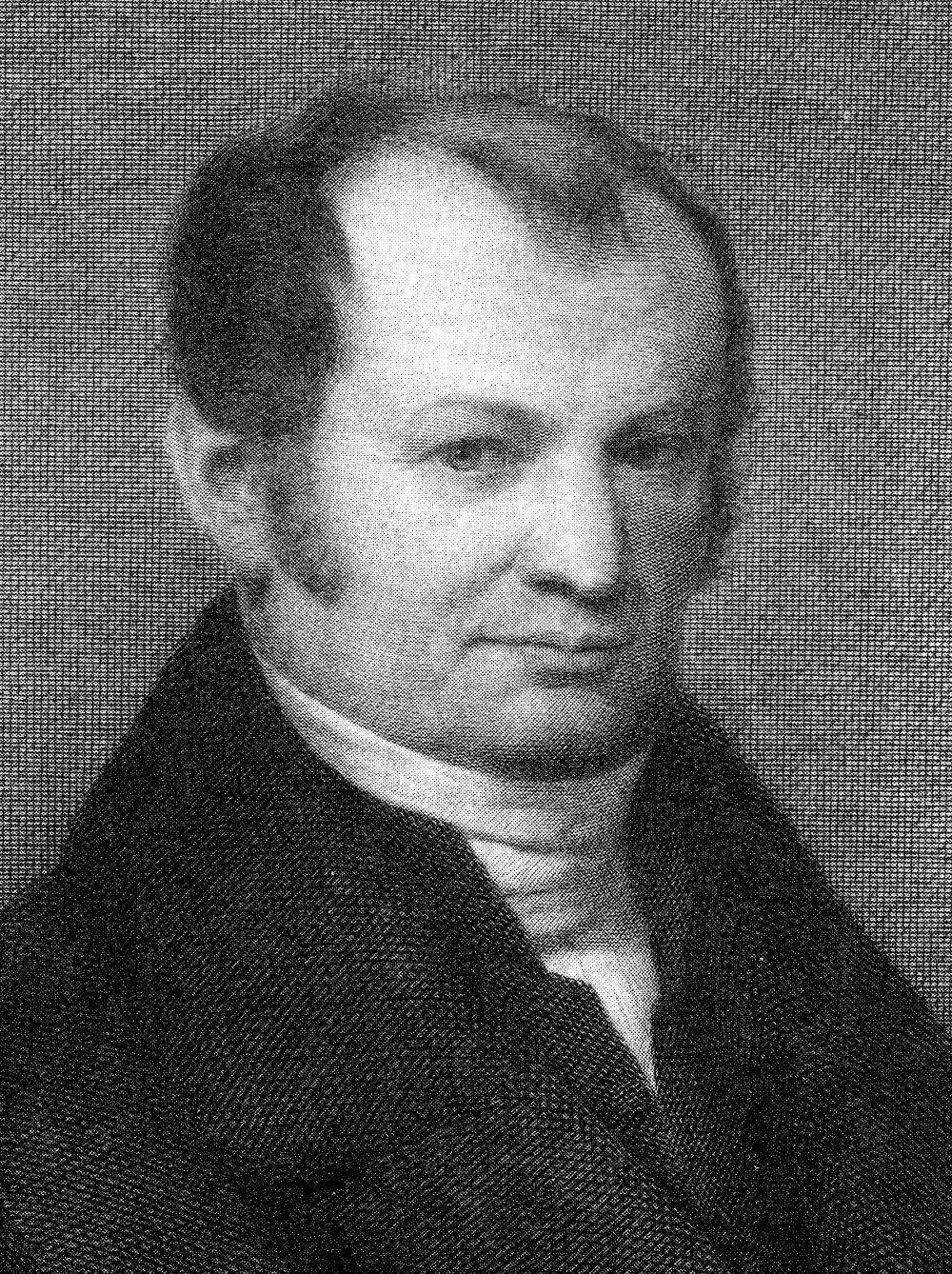
Carl Friedrich von Rumohr.

Carl Friedrich Ludwig Felix von Rumohr, född den 6 januari 1785 nära Dresden, död den 25 juli 1843 i Dresden, var en tysk konstlärd. 
von Rumohr studerade i Göttingen, företog långa resor i Italien, gjorde konststudier för Johann Dominik Fiorillo i Rom och utgav de båda märkliga arbetena Italienische Forschungen (3 delar, 1826-31) och Drei Reisen nach Italien (1832). Bland denna tids lärde var von Rumohr en av de ytterst få, för vilka konsten ej var uteslutande teorier och system. Han uppträdde oppositionellt mot såväl den klassiska som den romantiska estetiken, liksom mot akademierna. Han arbetade på att lära sina läsare förstå konsten och njuta av den i dess alla olika former. 
von Rumohr levde än på sitt gods i trakten av Lübeck, än i Köpenhamn, sedan 1821 mestadels i Dresden. Han medverkade vid ordnandet av museet i Berlin 1829 ff. och av kopparstickssamlingen i Köpenhamn (utgav dess historia 1835), skrev nationalekonomiska och vittra verk samt en spirituell kokbok Geist der Kochkunst (1828; senast tryckt i Reclams "Universalbibliothek").